# Grand Prix Monako 1936
Grand Prix Monako 1936 (oryg. VIII Grand Prix de Monaco) – jeden z wyścigów Grand Prix rozegranych w 1936 roku oraz pierwsza eliminacja Mistrzostw Europy AIACR.

## Lista startowa
Na niebieskim tle kierowcy, którzy nie wzięli udziału w kwalifikacjach, lecz współdzielili samochód w czasie wyścigu
| Nr | Kierowca                | Zespół                 | Samochód             | Silnik                |   |
| -- | ----------------------- | ---------------------- | -------------------- | --------------------- | - |
| 2  | Hans Stuck              | Auto Union AG          | Auto Union C         | Auto Union 6.0 V-16   | ? |
| 3  | Ernst von Delius        | Auto Union AG          | Auto Union C         | Auto Union 6.0 V-16   | ? |
| 4  | Achille Varzi           | Auto Union AG          | Auto Union C         | Auto Union 6.0 V-16   | ? |
| 6  | Bernd Rosemeyer         | Auto Union AG          | Auto Union C         | Auto Union 6.0 V-16   | ? |
| 8  | Rudolf Caracciola       | Daimler-Benz AG        | Mercedes-Benz W25K   | Mercedes-Benz 4.7 S-8 | ? |
| 10 | Louis Chiron            | Daimler-Benz AG        | Mercedes-Benz W25K   | Mercedes-Benz 4.7 S-8 | ? |
| 12 | Luigi Fagioli           | Daimler-Benz AG        | Mercedes-Benz W25K   | Mercedes-Benz 4.7 S-8 | ? |
| 14 | Manfred von Brauchitsch | Daimler-Benz AG        | Mercedes-Benz W25K   | Mercedes-Benz 4.7 S-8 | ? |
| 16 | Jean-Pierre Wimille     | Automobiles E. Bugatti | Bugatti T59          | Bugatti 3.3 S-8       | ? |
| 18 | William Grover-Williams | Automobiles E. Bugatti | Bugatti T59          | Bugatti 3.3 S-8       | ? |
| 20 | Philippe Étancelin      | prywatny               | Maserati V8RI        | Maserati 4.8 V-8      | ? |
| 22 | Raymond Sommer          | prywatny               | Alfa Romeo Tipo B/P3 | Alfa Romeo 3.2 S-8    | ? |
| 24 | Tazio Nuvolari          | Scuderia Ferrari       | Alfa Romeo 8C-35     | Alfa Romeo 3.8 S-8    | ? |
| 26 | Antonio Brivio          | Scuderia Ferrari       | Alfa Romeo 8C-35     | Alfa Romeo 3.8 S-8    | ? |
| 26 | Giuseppe Farina         | Scuderia Ferrari       | Alfa Romeo 8C-35     | Alfa Romeo 3.8 S-8    | ? |
| 28 | Mario Tadini            | Scuderia Ferrari       | Alfa Romeo 8C-35     | Alfa Romeo 3.8 S-8    | ? |
| 30 | Giuseppe Farina         | Scuderia Ferrari       | Alfa Romeo 8C-35     | Alfa Romeo 3.8 S-8    | ? |
| 32 | Carlo Felice Trossi     | Scuderia Torino        | Maserati V8RI        | Maserati 4.8 V-8      | ? |
| 36 | Eugenio Siena           | Scuderia Torino        | Maserati 6C-34       | Maserati 3.7 S-6      | ? |
| 38 | Pietro Ghersi           | Scuderia Torino        | Maserati 6C-34       | Maserati 3.7 S-6      | ? |
| Nr | Kierowca                | Zespół                 | Samochód             | Silnik                |   |

## Wyniki

### Kwalifikacje
Źródło: teamdan.com
| Poz. | Nr | Kierowca                | Konstruktor   | Czas   | Poz. s. |
| ---- | -- | ----------------------- | ------------- | ------ | ------- |
| 1    | 10 | Louis Chiron            | Mercedes-Benz | 1:53,2 | 1       |
| 2    | 24 | Tazio Nuvolari          | Alfa Romeo    | 1:53,7 | 2       |
| 3    | 8  | Rudolf Caracciola       | Mercedes-Benz | 1:54,0 | 3       |
| 4    | 2  | Hans Stuck              | Auto Union    | 1:54,3 | 4       |
| 5    | 6  | Bernd Rosemeyer         | Auto Union    | 1:55,2 | 5       |
| 6    | 30 | Giuseppe Farina         | Alfa Romeo    | 1:55,6 | 6       |
| 7    | 4  | Achille Varzi           | Auto Union    | 1:56,1 | 7       |
| 8    | 16 | Jean-Pierre Wimille     | Bugatti       | 1:56,6 | 8       |
| 9    | 14 | Manfred von Brauchitsch | Mercedes-Benz | 1:56,7 | 9       |
| 10   | 12 | Luigi Fagioli           | Mercedes-Benz | 1:57,4 | 10      |
| 11   | 26 | Antonio Brivio          | Alfa Romeo    | 1:58,0 | 11      |
| 12   | 32 | Carlo Felice Trossi     | Maserati      | 1:59,0 | 12      |
| 13   | 28 | Mario Tadini            | Alfa Romeo    | 2:00,0 | 13      |
| 14   | 22 | Raymond Sommer          | Alfa Romeo    | 2:03,3 | 14      |
| 15   | 20 | Philippe Étancelin      | Maserati      | 2:04,0 | 15      |
| 16   | 18 | William Grover-Williams | Bugatti       | 2:05,0 | 16      |
| 17   | 38 | Pietro Ghersi           | Maserati      | 2:08,7 | 17      |
| 18   | 36 | Eugenio Siena           | Maserati      | 2:11,2 | 18      |
| Poz. | Nr | Kierowca                | Konstruktor   | Czas   | Poz. s. |

### Wyścig

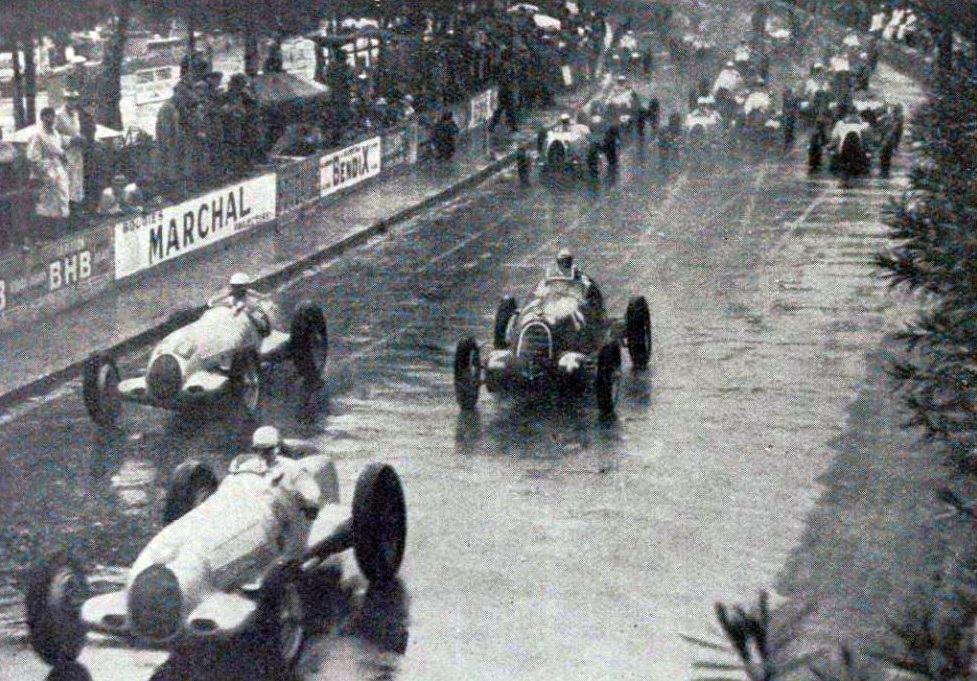
Kierowcy po starcie wyścigu

Źródło: kolumbus.fi
| P                                                     | + / – | Nr | Kierowca                       | Konstruktor   | Okr. | Czas / Strata      | Komentarz              |
| ----------------------------------------------------- | ----- | -- | ------------------------------ | ------------- | ---- | ------------------ | ---------------------- |
| 1                                                     | 2     | 8  | Rudolf Caracciola              | Mercedes-Benz | 100  | 3h49:20,4          |                        |
| 2                                                     | 5     | 4  | Achille Varzi                  | Auto Union    | 100  | +1:48,9            |                        |
| 3                                                     | 1     | 2  | Hans Stuck                     | Auto Union    | 99   | +1 okr             |                        |
| 4                                                     | 2     | 24 | Tazio Nuvolari                 | Alfa Romeo    | 99   | +1 okr             |                        |
| 5                                                     | 6     | 26 | Antonio Brivio Giuseppe Farina | Alfa Romeo    | 97   | +3 okr             | Samochód współdzielony |
| 6                                                     | 2     | 16 | Jean-Pierre Wimille            | Bugatti       | 97   | +3 okr             |                        |
| 7                                                     | 7     | 22 | Raymond Sommer                 | Alfa Romeo    | 94   | +6 okr             |                        |
| 8                                                     | 9     | 38 | Pietro Ghersi                  | Maserati      | 87   | +13 okr            |                        |
| 9                                                     | 7     | 18 | William Grover-Williams        | Bugatti       | 84   | +16 okr            |                        |
| Niesklasyfikowani                                     |       |    |                                |               |      |                    |                        |
|                                                       |       | 20 | Philippe Étancelin             | Maserati      | 37   | Zbiornik           |                        |
|                                                       |       | 32 | Carlo Felice Trossi            | Maserati      | 29   | Rozrząd            |                        |
|                                                       |       | 6  | Bernd Rosemeyer                | Auto Union    | 12   | Wypadek            |                        |
|                                                       |       | 12 | Luigi Fagioli                  | Mercedes-Benz | 8    | Wypadek            |                        |
|                                                       |       | 36 | Eugenio Siena                  | Maserati      | 1    | Wypadek            |                        |
|                                                       |       | 10 | Louis Chiron                   | Mercedes-Benz | 1    | Wypadek            |                        |
|                                                       |       | 14 | Manfred von Brauchitsch        | Mercedes-Benz | 1    | Wypadek            |                        |
|                                                       |       | 30 | Giuseppe Farina                | Alfa Romeo    | 1    | Wypadek            |                        |
|                                                       |       | 28 | Mario Tadini                   | Alfa Romeo    | 1    | Wyciek oleju       |                        |
| Nie wystartowali / niedopuszczeni do ponownego startu |       |    |                                |               |      |                    |                        |
|                                                       |       | 3  | Ernst von Delius               | Auto Union    |      | Wypadek w treningu |                        |
| P                                                     | + / – | Nr | Kierowca                       | Konstruktor   | Okr. | Czas / Strata      | Komentarz              |

### Najszybsze okrążenie
Źródło: teamdan.com
| Nr | Kierowca   | Konstruktor | Czas   | Okr. |
| -- | ---------- | ----------- | ------ | ---- |
| 2  | Hans Stuck | Auto Union  | 2:07,4 |      |